# Naturdenkmal Jakobuslinde

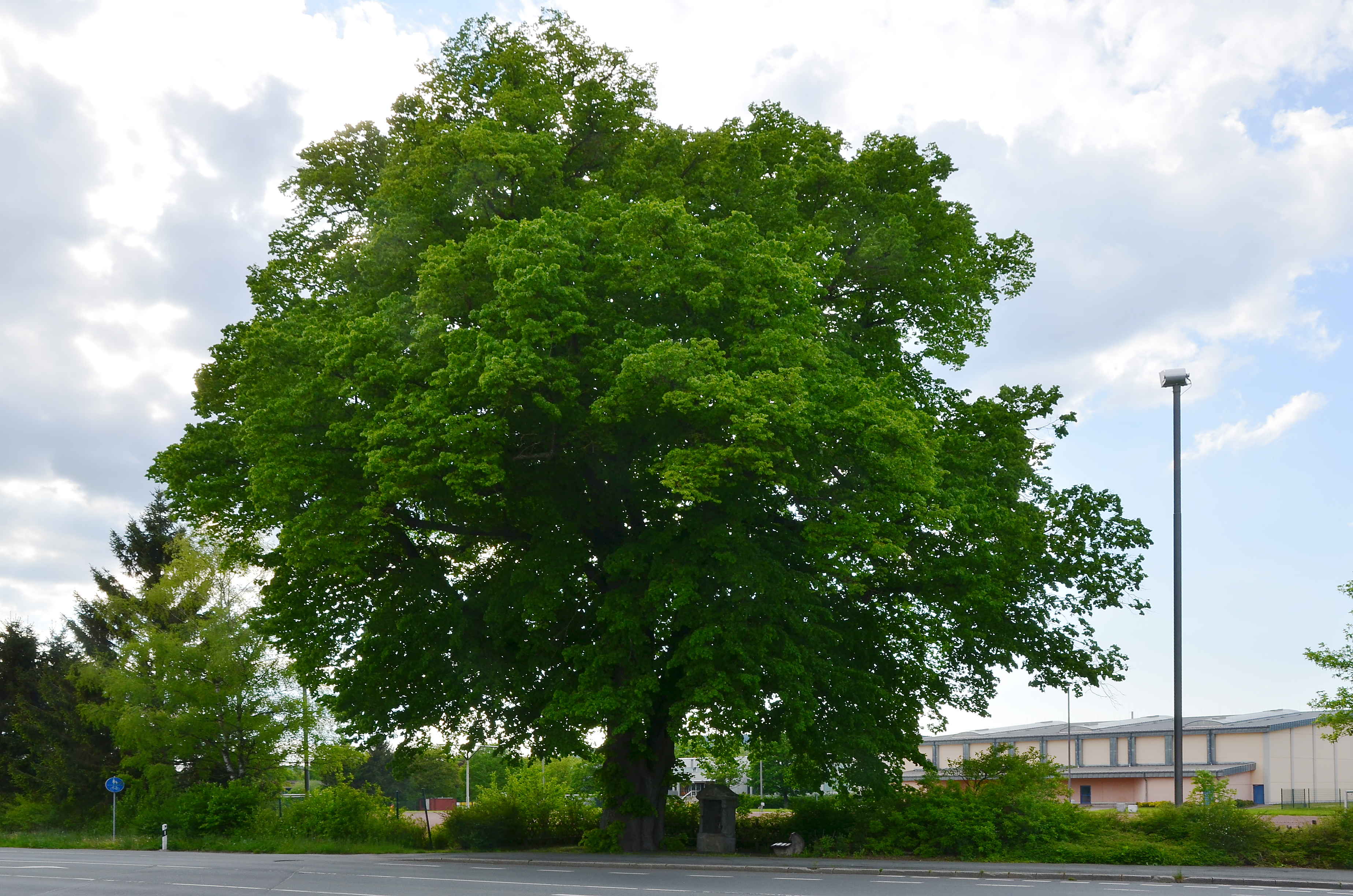
Jakobuslinde

Das Naturdenkmal Jakobuslinde ist ein Naturdenkmal (ND) in Brilon. Das ND wurde 2006 per Verordnung durch den Hochsauerlandkreis ausgewiesen. Verwaltungstechnisch trägt es den Namen Naturdenkmal 063 – Linde, „Jakobuslinde“. Die Linde steht an der Altenbürener Straße, frühere B 7, am Sportplatz von Brilon.

## Verbote und Gebote
Wie bei anderen Baumnaturdenkmalen wurde das Verbot festgelegt, es zu zerstören, zu beschädigen oder sonst in seiner natürlichen Lebenskraft zu beeinträchtigen. Es besteht ferner das Verbot, bauliche Anlagen aller Art, auch befestigte Wege, Frei-, Rohr- oder Fernmeldeleitungen, Zäune oder andere Einfriedungen, Werbeanlagen, Verkaufsstände, Warenautomaten, sowie Stellplätze für Fahrzeuge zu errichten, zu erstellen, anzubringen oder zu erweitern. Es ist auch verboten, Aufschüttungen, Ausschachtungen oder Bodenverdichtungen vorzunehmen oder die Bodengestalt durch anderweitige Eingriffe zu verändern.

## Verkehrssicherungspflicht und Pflege
Für die Verkehrssicherungspflicht ist der Landrat des Hochsauerlandkreises bzw. die Untere Landschaftsbehörde zuständig. Durch geeignete Pflegemaßnahmen sorgt die Untere Landschaftsbehörde für die Erhaltung der Bäume. Die Kosten trägt die Behörde.